# 팬 (영화)
팬(Pan)은 조 라이트가 감독 각본을 맡은 2015년에 공개된 판타지 영화이다. 레비 밀러, 휴 잭맨, 개릿 헤들런드, 루니 마라, 아만다 사이프리드 등이 출연한다. 피터 팬과 후크 선장의 이야기를 다루고 있다.

## 줄거리
제2차 세계 대전 중 런던 고아원에 맡겨진 어린 피터는 어머니로부터 신비한 팬플루트 팬던트를 받는다. 고아원 원장이 식량과 재산을 숨기고 있다는 사실을 알게 된 피터는 친구 닙스와 함께 음식을 훔치려다 어머니가 쓴 편지를 발견하고, 그 편지에서 어머니가 언젠가 다시 만나리라는 약속을 확인한다.
어린이들을 납치하는 해적들에게 잡힌 피터는 닙스와 헤어져 하늘을 나는 해적선을 타고 네버랜드로 끌려간다. 그곳에서 아이들은 불멸을 위해 요정 가루인 픽섬을 채굴하는 노예가 된다. 피터는 채굴장에서 제임스 훅을 만나고, 검은 수염 해적단의 규칙을 어겨 광산 아래로 떨어질 뻔 하지만 날 수 있다는 사실을 알게 된다. 검은 수염은 피터가 자신을 죽일 예언 속의 날아다니는 소년이라는 것을 알지만, 피터는 그 말을 믿지 않는다.
피터는 훅, 스미와 함께 해적선을 훔쳐 숲으로 도망치지만, 그곳에서 원주민 부족장 딸인 타이거 릴리를 만난다. 피터의 팬던트를 본 부족장은 그가 과거 원주민과 요정의 영웅인 '팬'이라고 말한다. 타이거 릴리는 기억 나무를 통해 피터에게 과거 이야기를 들려준다. 먼 옛날, 요정 왕자와 검은 수염의 연인이었던 메리가 사랑에 빠졌고, 왕자는 메리를 구하기 위해 인간으로 변신해 희생했다. 메리는 그들의 아들 피터를 다른 세계에 숨기고 요정 왕국에 은신했다. 피터는 반요정으로 날 수 있는 능력이 있지만, 자기 자신에 대한 믿음이 부족하여 능력을 발휘하지 못하고 있었다.
스미의 배신으로 원주민 위치가 발각되고, 전투 중 부족장은 검은 수염에게 죽는다. 또한 검은 수염이 메리를 죽였다는 사실을 알게 된 피터는 타이거 릴리가 어머니가 살아있다고 거짓말했다는 사실에 분노한다. 하지만 타이거 릴리는 진실을 알면 피터가 운명을 받아들이지 않을 것을 염려했다고 설명한다.
피터, 훅, 타이거 릴리는 요정 왕국의 도움을 구하러 떠나지만, 거대한 악어에게 공격받는다. 피터는 인어들에게 구출받고, 타이거 릴리를 통해 메리가 요정 왕국을 지키다 검은 수염에게 살해당했음을 알게 된다. 훅은 고향으로 돌아가려 배를 타고 떠나고, 피터와 타이거 릴리는 요정 왕국에 도착하지만 검은 수염의 습격을 받는다. 검은 수염은 요정 가루를 이용해 영원히 살 계획으로 피터의 팬던트를 빼앗아 요정 왕국 문을 열고 공격한다.
피터는 요정 팅커벨을 만나 도움을 받고, 훅은 돌아와 검은 수염의 오른팔 비숍과 싸운다. 타이거 릴리는 검은 수염과 결투를 벌이다 배가 기울어져 훅과 비숍은 추락한다. 피터는 두려움을 극복하고 훅을 구출하고, 요정들을 규합하여 해적들을 물리치고 타이거 릴리를 구한다. 검은 수염과 해적들은 심연으로 떨어져 죽고, 스미만이 도망친다. 피터는 메리의 환영을 보고 네버랜드의 구원자 '피터 팬'이 된다.
피터, 타이거 릴리, 훅은 런던으로 돌아가 닙스와 다른 고아들을 구출하고, 그들은 피터의 선원인 '잃어버린 소년들'이 된다. 훅과 타이거 릴리는 사랑에 빠지고, 피터와 훅은 우정을 다짐한다.

## 캐스팅
- 휴 잭맨 - 검은 수염[1]
- 개릿 헤들런드 - 제임스 후크[2]
- 루니 마라 - 타이거 릴리
- 레비 밀러 - 피터 팬[3]
- 아만다 사이프리드 - 메리 달링[4]
- 아딜 악타르 - 스미[2]
- 논소 아노지 - 주교
- 캐시 버크 - 바나바의 어머니
- 루이스 맥두걸 - 닙스
- 카라 델러빈 - 인어[5]
- 나태주 - 과후[6]
- 에머랄드 펜넬 - 사령관
- 줄리안 시거 - 리빙스톤
- 브론슨 웹 - 스텝스
- 아나스타샤 해롤드 - 스팩트
- 스펜서 와일딩 - 그라울러
- 잭 로던 - 돕킨[7]
- 아밋 멧칼프 - 토마스
- 데보라 로잔 - 카타칼리 헌터
- 니콜라스 애그뉴 - 프림로즈
- 마이클 라이언 - 실버맨
- 제이미 비미시 - 낫돕킨스
- 아론 모나그핸 - 로빈스
- 잭 찰스 - 족장[2]
- 지미 비 - 로프티
- 폴 케이 - 무티 부쉬트
- 딜런 미트라 - 광부
- 에이미 모건 - RAF 운영자
- 조 케나드 - 타이거 릴리의 수호자
- 알렉산더 브라크 - 광부
- 레니 지글마이어 - 웬디 달링[4]

## 같이 보기
- 화이트워싱